# Vrenje (fizika)
Vrenje ili ključanje, u fizici, je fazni prijelaz iz tekućega u plinovito agregatno stanje koji se zbiva istodobno u cijelom obujmu ili volumenu tekućine na temperaturi vrelišta, pri tlaku pare u tekućini koji je jednak vanjskom tlaku. Prijelazu je svojstvena pojava mjehurića plina u tekućini.

## Isparavanje
Isparavanje je prijelaz tvari iz tekućeg u plinovito agregatno stanje. Prema kinetičko-molekularnoj teoriji topline, tekućina isparuje kada njezine molekule zagrijavanjem poprime dovoljno energije da nadvladaju kohezijske sile unutar tekućine i tlak nad njezinom površinom. Razlikuje se isparavanje vrenjem i hlapljenjem. Tekućina isparuje vrenjem kada se tlak pare u tekućini izjednači s ukupnim tlakom nad tekućinom. Temperatura pri kojoj tekućina vrije naziva se vrelištem. Povećavanjem tlaka nad tekućinom vrelište raste, a smanjenjem tlaka opada. Tekućina isparuje hlapljenjem kada je tlak pare u tekućini veći od parcijalnoga tlaka te pare nad tekućinom, a manji od ukupnoga tlaka nad tekućinom; tekućina, dakle, hlapi pri temperaturi nižoj od vrelišta.
Jedna je od najstarijih primjena isparavanja dobivanje soli iz morske vode. U procesnoj se tehnici pod isparavanjem razumije tehnološka operacija kojom se u isparivaču dio otapala vrenjem prevodi u plinovito (parovito) stanje kako bi se povećala koncentracija otopine (uparavanje), na primjer pri proizvodnji šećera, različitih soli, umjetnih gnojiva i drugog. Otopina se zagrijava u dijelu isparivača koji se naziva ogrjevnom komorom, a para otapala, koja se naziva supara, izlazi iz otopine u parni prostor isparivača. Danas se uglavnom rabe cijevni isparivači, u kojima otopina prirodno ili prisilno cirkulira kroz vruće cijevi i isparuje se uz vrenje ili se isparuje u tankom sloju na stijenkama cijevi. Isparivači se najčešće zagrijavaju svježom vodenom parom (jednostruko iskorištavanje topline uz stalan tlak) ili, ako su isparivači međusobno povezani u niz, suparom iz prethodnog isparivača. Tako se toplina višestruko iskorištava, jer se supara iz prvog isparivača upotrebljava za zagrijavanje drugog i tako dalje, ali je to moguće ako je u svakom idućem isparivaču tlak niži od prethodnoga, pa je i vrelište otopine sve niže, ili ako se termokompresijom stalno povećava temperatura supare. Utrošak topline za zagrijavanje otopine može se smanjiti i ako se sirovina predgrijava već zagrijanim produktom koji izlazi iz isparivača. Osim za opisano uparavanje, kojemu je cilj dobivanje otopine veće koncentracije, isparavanje se primjenjuje i radi dobivanja čistog otapala (na primjer pitke vode pri odsoljavanju vode ili desalinizaciji morske vode) te kao proces kojim se postiže učinak hlađenja u rashladnim strojevima.

## Vrelište
Vrelište je temperatura na kojoj istodobno u cijelom obujmu (volumenu) tvar prelazi iz tekućega u plinovito agregatno stanje, to jest najviša temperatura na koju se pri određenom tlaku može zagrijati tekućina. S povećanjem tlaka vrelište se povećava, a sa smanjenjem smanjuje; obično se navodi vrijednost pri normiranom atmosferskom tlaku (101 325 Pa). Vrelište je karakteristično svojstvo tvari.

## Vrelišta nekih elementarnih tvari
| Tvar     | Vrelište / °C |
| -------- | ------------- |
| Volfram  | 5 930         |
| Cink     | 907           |
| Sumpor   | 444,6         |
| Živa     | 356,73        |
| Voda     | 100           |
| Etanol   | 78,37         |
| Metanol  | 64,7          |
| Amonijak | −33,34        |
| Kisik    | −182,962      |
| Dušik    | −195,795      |
| Helij    | −268,928      |